# Janine Jansen
Janine Jansen (Soest, 7 gennaio 1978) è una violinista e violista olandese.

## Biografia
Janine Jansen è nata in una famiglia di musicisti: il padre, Jan Jansen, è un noto organista, mentre la madre è una cantante. Sono musicisti professionisti anche i suoi fratelli, David (clavicembalista e organista) e Maarten (violoncellista).
Ha cominciato lo studio del violino a sei anni. Ha studiato con Coosje Wijzenbeek, Philippe Hirschhorn e Boris Belkin. Ha debuttato nel 1997 al Concertgebouw.
Nel 2002 suona a Londra con la Philharmonia Orchestra diretta da Vladimir Ashkenazy, e in seguito è stata invitata ad esibirsi con le più prestigiose orchestre mondiali, quali Berliner Philharmoniker, Wiener Philharmoniker, Tonhalle Orchester Zurich, Royal Concertgebouw Orchestra, London Symphony Orchestra, Swedish Radio Orchestra, Camerata Salzburg, Leipzig Gewandhaus Orchester, Orchester des Bayerischen Rundfunks, London Philharmonic, Orchestre de Paris, Goteborg Symphony Orchestra, Staatskapelle Weimar, Rundfunk-Sinfonieorchester Berlin, hr-Sinfonieorchester, Hallé, BBC Symphony Orchestra, City of Birmingham Symphony Orchestra, Academy of St. Martin in the Fields, NHK Symphony Orchestra, New York Philharmonic, Orchestra dell'Accademia di Santa Cecilia, Filarmonica della Scala e Chamber Orchestra of Europe.
Ha lavorato con importanti direttori come Riccardo Chailly, Daniel Harding, Valery Gergiev, Bernard Haitink, Sir Antonio Pappano, Ivan Fischer, Vladimir Jurowski, Semyon Bychkov, Michail Pletnev e Leonard Slatkin.
Molto impegnata e attiva nella musica da camera, cura l'International Chamber Music Festival di Utrecht, ed è membro, dal 1998, degli Spectrum Concerts di Berlino. Tra i suoi partner cameristici stabili il pianista Itamar Golan e Alexander Gavrylyuk.
Nel 2003 ha firmato un contratto in esclusiva con la casa discografica Decca: i suoi dischi hanno ottenuto eccezionali risultati d'ascolto (disco di platino per le vendite in Olanda) e ottime recensioni dalla critica specializzata.
Nel 2005 si è esibita nel concerto di apertura dei Proms di Londra.
Ha ricevuto numerosi riconoscimenti: Dutch Music Prize del Ministero della Cultura olandese (2003), Bremen MusikFest Award (2015), Edison Klassiek Awards, il Premio della critica musicale tedesca, il NDR Musikpreis, Concertgebouw Prize, VSCD Klassieke Muziekprijs e Royal Philharmonic Society Instrumentalist Award.
Suona attualmente lo Stradivari "Rivaz-Baron Gutmann" (1707), in prestito da Dextra Musica. In precedenza ha suonato lo Stradivari "Barrere" (1727).

### Vita privata
Vive a Utrecht assieme al marito, il direttore d'orchestra Daniel Blendulf. In precedenza è stata legata sentimentalmente al violinista Julian Rachlin.

## Discografia
- 1994 – Beethoven, Brahms, Milhaud - Lars Wouters v.d. Oudenweijer, Noortje Krämer (Koch International)
- 2002 – 24 Capriccios for violin from The Netherlands - Joris Van Rijn, Benjamin Schmid (NM Classics)
- 2003 – John Harbison: Four Songs Of Solitude, Variations, Twilight Music - Spectrum Concerts Berlin (Naxos Records)
- 2003 – Janine Jansen - Barry Wordsworth/Royal Philharmonic Orchestra (Decca)
- 2005 – Vivaldi: The Four Seasons - Janine Jansen & Friends (Decca)
- 2006 – Mendelssohn, Bruch: Concertos & Romance - Riccardo Chailly/Gewandhaus Orchester (Decca)
- 2007 – Bach: Inventions, Partita - Maxim Rysanov, Torleif Thedéen (Decca)
- 2007 – Shostakovich: Piano Quintet, Piano Trio n. 1, 5 Pieces - Julian Rachlin, Yuri Bashmet, Mischa Maisky, Itamar Golan (Onyx Classics)
- 2008 – Tchaikovsky: Violin Concerto, Souvenir d'un lieu cher - Daniel Harding/Mahler Chamber Orchestra (Decca)
- 2009 – Beethoven, Britten: Violin Concertos - Paavo Järvi/Deutsche Kammerphilharmonie Bremen, London Symphony Orchestra (Decca)
- 2010 – Beau Soir - Itamar Golan (Decca)
- 2012 – Prokofiev - Vladimir Jurowski/London Philharmonic Orchestra, Itamar Golan, Boris Brovtsyn (Decca)
- 2012 – Schönberg: Verklärte Nacht, Schubert: Quintet D.956 - Boris Brovtsyn, Amihai Grosz, Jens Peter Maintz, Maxim Rysanov, Torleif Thedéen (Decca)
- 2013 – Bach Concertos - Janine Jansen & Friends (Decca)
- 2015 – Brahms, Bartok 1 - Sir Antonio Pappano/London Symphony Orchestra, Orchestra dell'Accademia Nazionale di Santa Cecilia (Decca)
- 2015 – Horizon 6 (Michel van der Aa: Violin Concerto) - Vladimir Jurowski/Royal Concertgebouw Orchestra (Decca)
- 2017 – Messiaen: Quatuor Pour La Fin Du Temps - Martin Fröst, Lucas Debargue, Torleif Thedéen (Sony Classical)